# Cornas

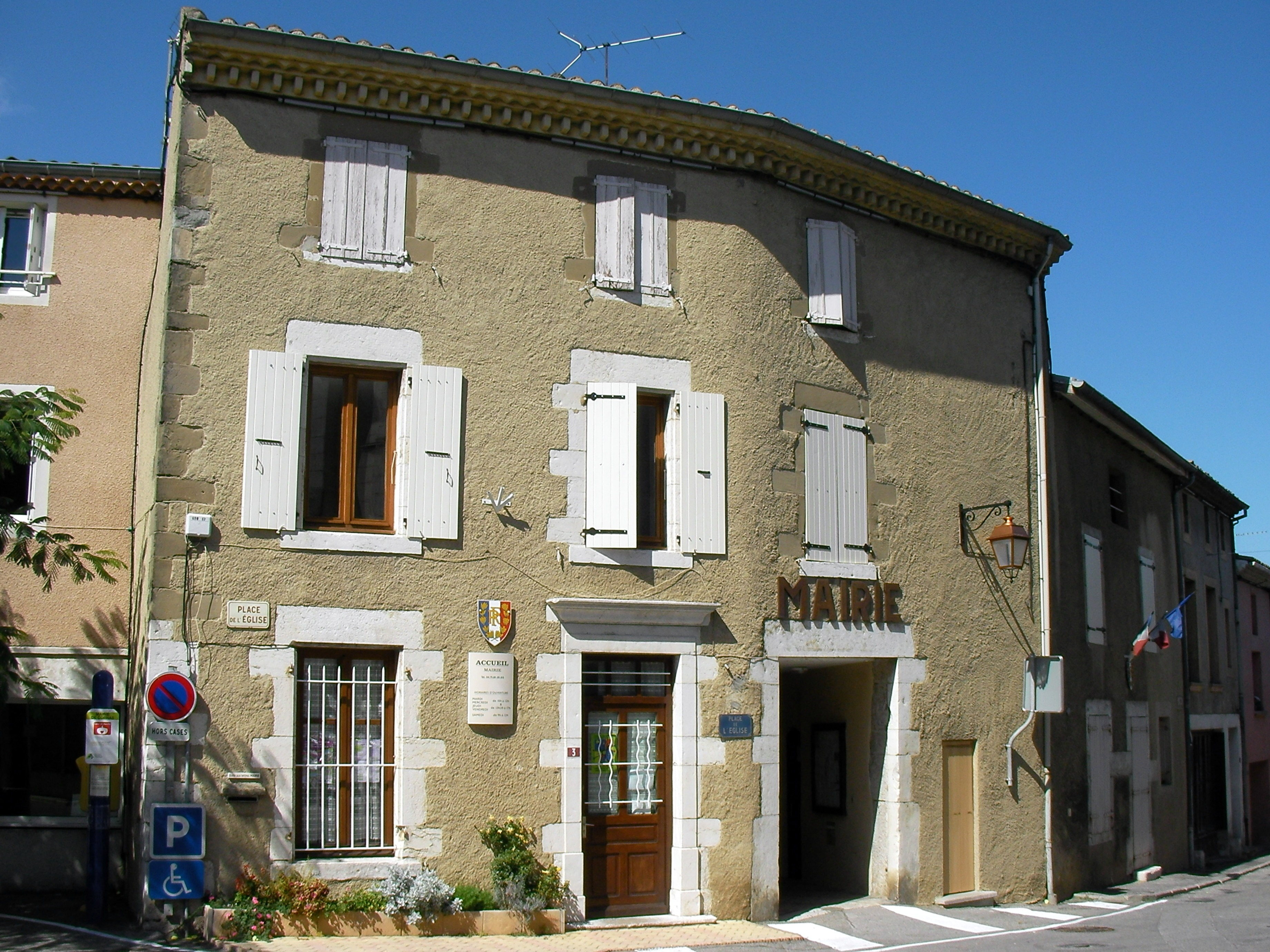
Ratusz (2010)

Cornas – miejscowość i gmina we Francji, w regionie Owernia-Rodan-Alpy, w departamencie Ardèche.
Według danych na rok 1990 gminę zamieszkiwały 2102 osoby, a gęstość zaludnienia wynosiła 252 osoby/km² (wśród 2880 gmin regionu Rodan-Alpy Cornas plasuje się na 415. miejscu pod względem liczby ludności, natomiast pod względem powierzchni na miejscu 1252.).